# The British Journal for the History of Science
The British Journal for the History of Science est une revue scientifique. Elle existe sous ce titre depuis 1962 et fut précédée par le Bulletin of the British Society for the History of Science fondé en 1949.